# Sceptrum Brandenburgicum
Sceptrum Brandenburgicum (z łac. „Berło Brandenburskie”) – historyczny gwiazdozbiór leżący w obrębie obecnej konstelacji Erydanu, graniczący z Zającem. Gwiazdozbiór został stworzony przez Gottfrieda Kircha w roku 1688 z gwiazd położonych w „zakolu rzeki” Erydan, w pobliżu „stopy” Oriona. Nazwa została mu nadana najprawdopodobniej na cześć Fryderyka III, władcy Brandenburgii. Tworzyła go linia pięciu gwiazd o wielkości gwiazdowej około 4–5m. Gwiazdozbiór nie zyskał szerokiego uznania; w kolejnym wieku pojawił się w atlasie Bodego, lecz później wyszedł z użycia. Jego najjaśniejsza gwiazda 53 Eridani nosi do czasów obecnych nazwę własną Sceptrum.